# Solsonès

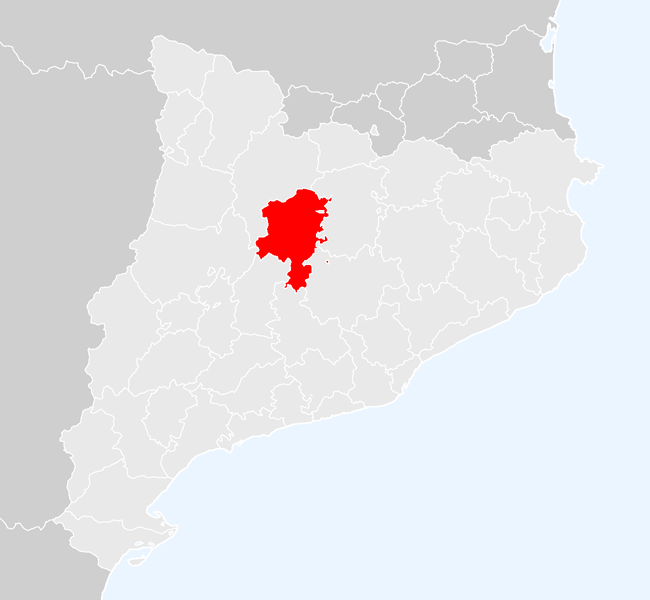
Localização do Solsonès, na Catalunha.

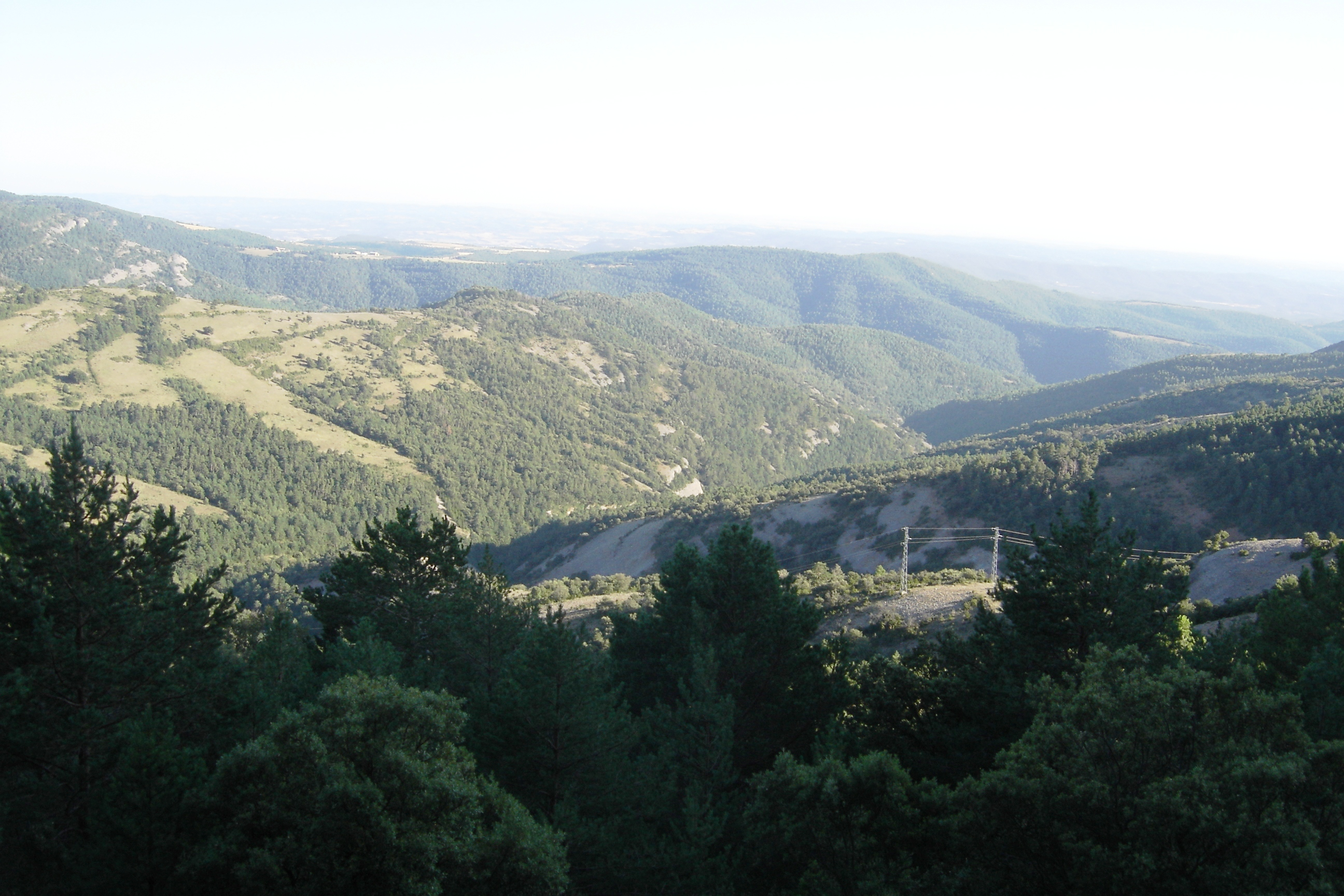
Solsonès

Solsonès é uma região (comarca) da Catalunha. Abarca uma superfície de 1.001,21 quilômetros quadrados e possui uma população de 13.401 habitantes.

## Subdivisões
A comarca do Solsonès subdivide-se nos seguintes 17 municípios:
- Biosca
- Castellar de la Ribera
- Clariana de Cardener
- La Coma i la Pedra
- Guixers
- Lladurs
- Llobera
- La Molsosa
- Navès
- Odèn
- Olius
- Pinell de Solsonès
- Pinós
- Riner
- Sant Llorenç de Morunys
- Solsona
- Torà